# (2276) Warck
(2276) Warck est un astéroïde de la ceinture principale découvert le 18 août 1933 à Uccle par l'astronome belge Eugène Joseph Delporte.

## Historique
Sa désignation provisoire était 1933 QA.

## Caractéristiques
Sa distance minimale d'intersection de l'orbite terrestre est de 0,950 943 ua.